# Японські посольства до Суй
Посольства до Суй (遣隋使, けんずいし, кендзуйсі) — 5 посольств Японії до китайської династії Суй, що були відправлені між 600—618 роками в період правління Імператора-жінки Суйко.

## Короткі відомості
Японські посольства до Суй ознаменували відновлення японсько-китайських відносин після 100-річної перерви від часу правління «п'яти японських ванів». Метою цих посольств було переймання передового досвіду в політико-економічній та соціально-культурній сферах китайського сусіда, а також заручення його підтримкою в боротьбі на півдні Корейського півострова. Усі посольства вирушали від імені Імператора-жінки Суйко, але були організовані принцом-регентом Шьотоку.
Зазвичай, японські дипломати та стажери вирушали на човнах з Осацької затоки, через Внутрішнє Японське море до острова Кюсю, а звідти пливли до суйської столиці, Лояну, через Жовте або Східнокитайське море. 
Згадки про японцько-китайські відносини того часу містяться в хроніках «Анали Японії» та «Книга Суй».
Нижче подана таблиця з роками, метою та складом посольств.
| Рік     | Джерело                 | Посол               | Супровід                                                                                      | Мета                                          | Примітки |
| ------- | ----------------------- | ------------------- | --------------------------------------------------------------------------------------------- | --------------------------------------------- | --- |
| 600     | Книга Суй               | Невідомий           | Невідомі                                                                                      | Невідома. Вірчі грамоти відсутні              | Критика імператором Венєм японських послів і звичаїв. |
| 607—608 | Аннали Японії Книга Суй | Оно но Імоко        | Невідомі                                                                                      | Встановлення міждержавних відносин на рівних. | Послання японського правителя розгнівало імператора Яна через вульгарний стиль написання, що порушував норми китаєцентричних міжнародних відносин: «Син Неба з [країни], де сонце сходить, пише Сину Неба [країни], де сонце заходить. Як ваші справи?…». Проте встановлення відносин відбулося. Суй відправила у відповідь посольство до Японії. |
| 608—609 | Аннали Японії Книга Суй | Оно но Імоко        | Яматоноая но Фукуїн Нара но Осаемьо Такамуку но Кумаро Імакі но Дайкоку Мін Мінабуті но Шьоан | Обмін документами. Дозвіл на стажування       | Вперше вжито титул «Небесний монарх» (Імператор Японії) у міжнародному листуванні. Визнання Японією верховенства Китаю у японсько-китайських відносинах. |
| 610     | Книга Суй               | Невідомий           | Невідомі                                                                                      | Невідома                                      | |
| 614—615 | Аннали Японії           | Інукамі но Мітасукі | Ятабе Міяцуко                                                                                 | Невідома                                      | В складі японської делегації було посольство корейців з Пекче. |